# Ryūji Ishizue
Ryūji Ishizue (jap. 石末 龍治 Ishizue Ryūji; ur. 22 lipca 1964) – japoński piłkarz występujący na pozycji bramkarza.

## Kariera klubowa
Od 1987 do 1998 roku występował w klubach Yokohama Flügels i Vissel Kobe.